# Gjermund Eggen
Gjermund Eggen (* 5. Juni 1941 in Engerdal; † 6. Mai 2019) war ein norwegischer Skilangläufer.

## Werdegang
Eggen, der für den Engerdal SK startete, errang im Jahr 1964 den dritten Platz beim Holmenkollen Skifestival über 50 km. Im Jahr 1966 belegte er bei den Svenska Skidspelen den dritten Platz über 30 km und den ersten Rang mit der Staffel. Bei den Nordischen Skiweltmeisterschaften 1966 in Oslo war er der überragende Skilangläufer, als er sowohl über 15 km als auch über 50 km Weltmeister wurde. Eine dritte Goldmedaille gewann er mit der norwegischen Staffel. Im Rennen über 30 km gelang ihm der 16. Platz. Im selben Jahr gewann er die Wahl zu Norwegens Sportler des Jahres und wurde zudem mit der Morgenbladet-Goldmedaille ausgezeichnet. Im folgenden Jahr siegte er bei den Svenska Skidspelen wie im Vorjahr mit der Staffel und belegte bei den Lahti Ski Games hinter Assar Rönnlund den zweiten Platz über 15 km. Bei seiner einzigen Olympiateilnahme im Februar 1968 in Grenoble errang er den 34. Platz über 30 km. Im selben Jahr triumphierte er bei den Svenska Skidspelen über 30 km und mit der Staffel. Außerdem wurde er bei den Lahti Ski Games über 15 km und beim Holmenkollen Skifestival über 50 km jeweils Dritter. Ebenfalls im Jahr 1968 wurde er mit der Holmenkollen-Medaille geehrt. Im Jahr 1969 siegte er bei den Svenska Skidspelen erneut mit der Staffel. Anfang März 1969 belegte er bei den Lahti Ski Games den dritten Platz über 50 km und den ersten Rang über 15 km. Bei norwegischen Meisterschaften siegte er zweimal über 30 km (1964, 1966), einmal über 50 km (1966) und einmal mit der Staffel von Engerdal SK zusammen mit Johs Harviken und seinem Zwillingsbruder Jo (1966).